# Paul Haslinger
Paul Haslinger (* 11. prosince 1962, Linec, Rakousko) je rakouský hudební skladatel a hudební producent trvale žijící v Los Angeles v Kalifornii.

## Život a kariéra
Paul Haslinger se narodil a vyrůstal v rakouském městě Linec. Navštěvoval střední školu Kollegium Aloisianum, jezuitskou školu poblíž Lince. Po maturitě se rozhodl věnovat hudbě profesionálně a studoval na Akademii múzických umění a na Univerzitě ve Vídni. Během této doby si vyvinul kariéru ve Vídni a hrál s místními kapelami a umělci.

### Hudba pro filmy
Haslingerova první sólová práce na celovečerním filmu přišla s filmem Šílená/Krásný, jeho druhá spolupráce s režisérem Johnem Stockwellem. Později pracoval na soundtracku pro filmy Rallye smrti, filmové sérii Underworld a Taři mušketýři.
| Rok  | Film                             | Režie                     | Studio                      |
| ---- | -------------------------------- | ------------------------- | --------------------------- |
| 2017 | Resident Evil: The Final Chapter | Paul W. S. Anderson       | Screen Gems, Capcom Company |
| 2014 | Pro dobrotu na žebrotu           | Sam Miller                | Screen Gems                 |
| 2014 | In the Blood                     | John Stockwell            | Anchor Bay Films            |
| 2012 | Underworld: Probuzení            | Mans Marlind, Bjorn Stein | Screen Gems                 |
| 2011 | Tři mušketýři                    | Paul W. S. Anderson       | Constantin Film             |
| 2010 | Rallye smrti 2                   | Roel Reiné                | Universal Studios           |
| 2009 | Underworld: Vzpoura Lycanů       | Patrick Tatopoulos        | Screen Gems                 |
| 2008 | Rallye smrti                     | Paul W. S. Anderson       | Universal Studios           |
| 2003 | Underworld                       | Len Wiseman               | Screen Gems                 |

### Hudba pro videohry
V roce 2005 byl Haslinger osloven společností Ubisoft, pro vytvoření soundtracku do hry Far Cry Instincts.
| Rok  | Hra                               | Herní studio                             |
| ---- | --------------------------------- | ---------------------------------------- |
| 2015 | Tom Clancy's Rainbow Six Siege    | Ubisoft Entertainment                    |
| 2010 | Need For Speed: World             | Electronic Arts                          |
| 2009 | X-Men Origins: Wolverine          | Amaze Entertainment, Activision Blizzard |
| 2008 | Need For Speed: Undercover        | Electronic Arts                          |
| 2008 | Tom Clancy's Rainbow Six: Vegas 2 | Ubisoft Entertainment                    |
| 2006 | Tom Clancy's Rainbow Six: Vegas   | Ubisoft Entertainment                    |
| 2006 | Far Cry Instincts: Evolution      | Ubisoft Entertainment                    |
| 2005 | Far Cry Instincts                 | Ubisoft Entertainment                    |

## Ocenění
- BMI Film Music Award - Underworld: Probuzení (2012)
- BMI Film Music Award - Gangstři (2011)
- Nominace Emmy - V utajení (2006)
- Nominace Grammy - Grand Canyon (1991)